# إيرل هاس
إيرل هاس (بالإنجليزية: Earle Haas)‏ هو طبيب أمريكي، ولد في 1888 في مقاطعة ماكفيرسون في الولايات المتحدة، وتوفي في 1981.